# Thursania espiritualis
Thursania espiritualis là một loài bướm đêm trong họ Noctuidae.